# زندگی ما
زندگی ما (ایتالیایی: La nostra vita) فیلمی کمدی-درام است که در سال ۲۰۱۰ منتشر شد. از بازیگران آن می‌توان به رائول بووا، الیو جرمانو، و لوکا زینگارتی اشاره کرد.
الیو جرمانو موفق شد برای بازی در این فیلم جایزهٔ بهترین بازیگر نقش اول مرد را مشترکاً با خاویر باردم در جشنواره فیلم کن از آنِ خود کند.